# Pleopeltis angusta
Pleopeltis angusta là một loài thực vật có mạch trong họ Polypodiaceae. Loài này được Humb. & Bonpl. ex Willd. miêu tả khoa học đầu tiên năm 1810.